# Moritz Göttel
Moritz Göttel (Braunschweig, 1993. február 12. –) német labdarúgó, a VfL Bochum II csatára.

## A kezdetek
Braunschweigben, Alsó-Szászországban született. Pályafutását 1998-ban a helyi VfB Rot-Weiß 04 Braunschweigben kezdte. 1999 és 2007 közt az Eintracht Braunschweigben játszott. Ezután egy évig a VfL Wolfsburg korosztályos csapatait erősítette. 2010-ben tért vissza szülővárosába.

## Pályafutása
2010-ben a Borussia Mönchengladbach U19-es csapatához került. A felnőttek között nem lépett pályára, a tartalékok között viszont 14 meccsen 2 gólt szerzett. 2013-ban rövid SV Babelsberg 03-kitérő után lett a VfL Bochum játékosa.